# Williamstown (Massachusetts)
Williamstown é uma vila localizada no condado de Berkshire no estado estadounidense de Massachusetts. No Censo de 2010 tinha uma população de 7 754 habitantes e uma densidade populacional de 63,85 pessoas por km².

## Geografia
Williamstown encontra-se localizado nas coordenadas 42° 41′ 45″ N, 73° 13′ 19″ O. Segundo o Departamento do Censo dos Estados Unidos, Williamstown tem uma superfície total de 121.44 km², da qual 121.11 km² correspondem a terra firme e (0.27%) 0.33 km² é água.

## Demografia
Segundo o censo de 2010, tinha 7.754 pessoas residindo em Williamstown. A densidade populacional era de 63,85 hab./km². Dos 7.754 habitantes, Williamstown estava composto pelo 87.46% brancos, o 2.89% eram afroamericanos, o 0.1% eram amerindios, o 5.16% eram asiáticos, o 0.05% eram insulares do Pacífico, o 0.99% eram de outras raças e o 3.34% pertenciam a duas ou mais raças. Do total da população o 4.13% eram hispanos ou latinos de qualquer raça.

## Residentes notáveis
- Carol Holloway, actriz
- John Bennett Perry, actor
- Roger Rees, actor
- Christopher Reeve, actor
- Farah Pahlavi, ex emperatriz do Irão
- Matthew Perry, ator